# Вербицкий, Юрий Тарасович
Ю́рий Тара́сович Верби́цкий (25 августа 1963, Львов — 22 января 2014, Гнедин, Киевская область) — Герой Украины (2014, посмертно), сейсмолог, кандидат наук. Сын украинского геофизика Тараса Вербицкого, брат сейсмолога Сергея Вербицкого. Известен как активист Евромайдана, который был похищен вместе с Игорем Луценко неизвестными 21 января 2014 года, скончался от переохлаждения, потеряв сознание после пыток

## Биография
Родился 25 августа 1963 года в семье геофизика.
В 1985 году окончил Национальный университет «Львовская политехника». С 1994 года работал в отделе сейсмологии Карпатского региона Института геофизики НАН на Украине, Львов. В 2013 году написал диссертацию на тему «Методичные и прикладные аспекты комплексного банка геофизической информации Карпатского региона» и получил научную степень кандидата физико-математических наук.
Увлекался альпинизмом, имел первый разряд по альпинизму, преодолевал маршруты высшей категории сложности на Кавказе. В 1988 году у Юрия родилась дочь Ульяна.
Юрий Специально взял отпуск на работе, уехал на Майдан Незалежности в середине января 2014 года.

### Похищение
Юрия Вербицкого похитили вместе с Игорем Луценко 21 января 2014 года непосредственно из помещения офтальмологического отделения Октябрьской больницы в Киеве. В больницу из Дома профсоюзов его привёз Игорь Луценко для оказания медицинской помощи из-за травмы глаза. По словам Луценко, похитителей было человек 10; он считал, что их наняла Партия регионов с целью посеять беспорядок в столице на период Евромайдана, и что похитители намеренно разыскивали пострадавших участников Евромайдана по киевским больницам, чтобы жестоко расправиться с ними. Игорь Луценко сообщил, что
«	... Нас с этим человеком, его звали Юрий, скрутили, избили и бросили в чёрный микроавтобус, который на большой скорости двинулся в сторону леса. Там нас сначала вместе допрашивали, применяя насилие, а затем растащили по разным концам леса и обрабатывали отдельно. Я только слышал, что очень сильно прессуют этого Юрия. Почему его, а не меня? Потому что он оказался из Львова, а для этих людей, по их же словам, это особая каста врагов. Поэтому за него взялись, так сказать, с особой охотой. Мною, по сравнению с ним, практически не занимались. Все это продолжалось минут 40, час. Затем нас снова погрузили в автобус и куда-то увезли с мешками на голове ... »
По словам Луценко, похитители очень профессионально занимались избиением людей и их профессионализм в проведении допросов однозначно свидетельствовал о выучке милиционеров.
Подобные похищения пытались совершить и 22 января 2014 под больницей скорой помощи в Киеве, где похитители подстерегали раненых активистов, которых туда доставляли на «Скорой помощи»
22 января 2014 г.. тело Юрия Вербицкого было найдено в окрестностях села Гнедин Бориспольского района Киевской области со следами пыток. Родной брат Юрия узнал его тело в морге Борисполя.
23 января 2014 года Львовский городской совет принял решение предоставить семье погибшего всю необходимую помощь по организации похорон.

## Награды
- Звание Герой Украины с удостаиванием ордена «Золотая Звезда» (21 ноября 2014 года, посмертно) — за гражданское мужество, патриотизм, героическое отстаивание конституционных принципов демократии, прав и свобод человека, самоотверженное служение Украинскому народу, проявленные во время Революции достоинства[13].
- Медаль «За жертвенность и любовь к Украине» (УПЦ КП, июнь 2015 года) (посмертно)[14].

## Память
- 15 мая 2014 года Львовский горсовет присвоил имя Вербицкого скверу во Львове площадью около 7 ар[15].
- Львовские альпинисты планируют назвать в честь Вербицкого одну из безымянных вершин Кавказа[16].